# 文脈主義
文脈主義（ぶんみゃくしゅぎ、英: Contextualism）は、行為、発話、ないしは表現が行われる脈絡を強調する哲学上の見解の集まりのことを指す。文脈主義は、それらの行為、発話、ないしは表現は、ある重要な点で、その脈絡との関連でのみ理解されうると主張する。「Pを意味する」、「Pということを知る」、「Aする根拠がある」、そしてことによると「真である」ないしは「正しい」さえも含めて、これらのような哲学的に議論の余地のある概念は特定の脈絡との関連でのみ意味を持つという考えが文脈主義の見解には含まれる。脈絡依存は相対主義に帰着するかもしれないと考える哲学者たちもいるのだが、それにもかかわらず、文脈主義の見解は哲学においてますます流布しつつある。
倫理学では、「文脈主義の」見解はしばしば状況倫理学、ないしは道徳相対主義と密接に関連づけられる。
建築論では、文脈主義は、現代建築のタイプは伝統的都市にとってありふれた都市形態と調和させられると考える設計論である。